# Versalis
 (avril 2014).
Si vous disposez d'ouvrages ou d'articles de référence ou si vous connaissez des sites web de qualité traitant du thème abordé ici, merci de compléter l'article en donnant les références utiles à sa vérifiabilité et en les liant à la section « Notes et références ».
Versalis SpA est la dénomination de la filiale du groupe pétrolier italien Eni SpA, spécialisée dans la chimie, depuis 2012. En 2013, Versalis a produit 5 817 tonnes de produits chimiques.

## Histoire
Le groupe pétrolier italien Agip devenu ENI SpA a toujours possédé une société spécialisée dans la chimie lourde. D'abord comme division spécialisée d'Agip, elle deviendra Anic en 1936. Elle sera dénommée EniChimica après le rachat du groupe SIR-Rumianca. En 1983, elle prend le nom de EniChem. En 1995, une coentreprise entre EniChem et Union Carbide crée Polimeri Europa qui sera intégralement reprise par Eni SpA en 1999. En 2012, la société est renommée Eni Versalis SpA.
Pour comprendre l'évolution de la chimie italienne, il faut remonter à la période de la reconstruction, après la Seconde Guerre mondiale. Dès 1945, Enrico Mattei, entrepreneur reconnu, homme politique et dirigeant d'entreprises publiques fut chargé de démanteler tout le groupe Agip, créé en 1925 par le régime fasciste de Mussolini. Désobéissant volontairement aux ordres reçus, Enrico Mattei, en 1953, crée l'E.N.I. - Ente Nazionale Idocraburi, en lui apportant tous les actifs d'Agip. Mattei relança la recherche pétrolière dans la plaine du Pô et assura l'indépendance énergétique de l'Italie au grand dam du cartel des sept sœurs, les compagnies pétrolières anglo-saxonnes qui voulaient dominer le monde.
La chimie italienne était, à cette époque, dominée par la société privée Montecatini, créée en 1888. En 1966, elle se regroupe avec la société Edison SpA créée en 1884 et qui fut la première entreprise d'électricité en Europe. La nationalisation du secteur en Italie privera Edison de ses activités principales et conduira à la fusion avec Montecatini pour former le puissant groupe Montedison, un grand spécialiste de la chimie fine.
L'ENI, créé en 1953, hérite des activités chimiques des groupes Agip et Anic et les regroupe dans une filiale, EniChimica. En 1983, sans doute pour suivre la mode des noms abrégés, EniChimica SpA devient EniChem SpA.
En 1999, après une lourde restructuration, EniChem fusionne avec sa filiale Polimeri Europa et en reprend le nom. En 2012, elle est renommée Versalis.
Depuis 2011, Versalis a créé la société Matrica pour être présent dans la chimie verte. 

## Spécialités
Du très large pannel des activités de production du groupe chimique EniChem, il subsiste actuellement uniquement les branches :
- chimie de base : chlore - hydroxyde de sodium,  dichloroéthane, etc. ;
- monomères et intermédiaires : éthylène, propylène, butadiène, toluène, xylène, benzène, phénol, acétone, alpha-méthylstyrène, styrène, etc. ;
- polymères avec les spécialités :
  - polyéthylène,
  - styrènes,
  - élastomères.

## Principaux sites industriels
Italie
- Brindisi : Steam-cracker, Aromatics, Polyéthylène
- Ferrare : Élastomères, Polyéthylène
- Mantoue : Intermédiaires : Styrène, Styrenics
- Porto Marghera : Steam-cracker, Aromatics
- Porto Torres : Élastomères, chimie verte
- Priolo : Steam-cracker, Aromatics, Polyéthylène
- Ragusa : Polyéthylène EVA
- Ravenne : Élastomères, Butadiène
- Sarroch : Aromatics, Propylène

Grande-Bretagne
- Grangemouth : Élastomères
- Hythe : Élastomères

France
- Dunkerque : Versalis France - Site de Mardyck, Hauts-de-France Nord (59) (Dunes et Fortelet) :Steam-cracker, Polyéthylène/EVA

Allemagne
- Oberhausen : Polyéthylène/EVA

Hongrie
- Százhalombatta : Styrènes

Des usines produisant sous licence Versalis avec des partenaires étrangers sont implantées au Brésil, Chine, Inde, Iran, Japon, Qatar, Russie, Taïwan et États-Unis.

### Accidents industriel
- 2022 : Versalis Dunkerque Le 9 Décembre 2022 , important incendie sur le site- Pas de victime [2]